# Andante en si bemol mayor, KV 5b (Mozart)
| Andante en si bemol mayor (fragmento)ⓘ |

El Andante para teclado en si bemol mayor, K. 9b/5b, es una breve pieza musical, de la que solo se conserva un fragmento, compuesta por Wolfgang Amadeus Mozart, probablemente en Salzburgo en 1764, cuando tan solo contaba con ocho años de edad. Esta obra es la duodécima composición de Mozart y la última pieza superviviente del Nannerl Notenbuch, un pequeño cuaderno que Leopold Mozart, el padre de Wolfgang, empleaba para enseñar música a sus hijos. La pieza fue puesta por escrito por Leopold, en tanto que el pequeño Wolfgang no sabía escribir música por entonces, dada su corta edad.   

## Descripción
El fragmento que ha llegado a nuestros días consta de treinta y tres compases con repeticiones, y está en la tonalidad de si bemol mayor. Suele ser interpretada en el clavicémbalo, aunque en su ejecución pueden emplearse otros instrumentos de teclado.
La pieza está escrita en compás de 2/4, presentando un comienzo tético y predominando en ella el acompañamiento de bajo tambor. Como indica el tempo, es una pieza de velocidad moderada.